# Leucosticte australis
Leucosticte australis là một loài chim trong họ Fringillidae.